# Billy Idol
Billy Idol (teljes nevén: William Michael Albert Broad) (Stanmore, Middlesex, 1955. november 30. –) angol rock- és punkzenész, zeneszerző, énekes.
Mint a Sex Pistols-rajongók Bromley-kontingensének tagja, első sikereit a Generation X nevű punkegyüttessel aratta. Később rendkívül sikeres szólókarrierbe kezdett, és az MTV által vezetett "második brit invázió" keretein belül az Egyesült Államokban is népszerű lett. Olyan számainak videóklipjeivel, mint a "White Wedding", a "Rebel Yell", a "Sweet Sixteen" vagy az "Eyes Without A Face", egyike lett az MTV első sztárjainak.
Idol az 1990-es évek elejétől kezdődően visszahúzódott a nyilvánosság elől, majd a 2000-es évek közepén tért vissza és jelenleg is aktív. Legutóbbi kiadványa, a "Dream Into It" nagylemez 2025-ben jelent meg.

## Életpályája

### A kezdeti évek és a Generation X (1976–1981)
Idol Angliában született, Stanmore-ban, Middlesex-ben. Szülei hithű anglikánok voltak, akik rendszeresen jártak templomba. 1958-ban, amikor mindössze kétéves volt, a szülei Amerikába, a New York állambeli Patchogue-ba költöztek. Húga, Jane is ekkor született. Négy évvel később tértek vissza Nagy-Britanniába, a Surrey-beli Dorkingba. Innen 1971-ben továbbköltöztek Bromley-ba, London délkeleti negyedébe, ahol Idol a Ravensbourne fiúiskola tanulója lett. 1975-ben beiratkozott a sussexi egyetemre, ahol angolt tanult és kollégista volt. Ez azonban nem tartott sokáig, mert egy év után otthagyta az iskolát. Nagyjából ebben az időben csatlakozott a Sex Pistols Bromley-kontingenséhez, egy rajongói bandához, amely követte a zenekart minden fellépésének helyszínére.
Felvett utónevét egyik tanára inspirálta, aki "idle"-ként (tétlen, lusta) definiálta őt, de ezt a nevet a korábban már befutott Monty Python-színész, Eric Idle miatt nem akarta használni, így kissé átalakította. 1976-ban a Chelsea névre hallgató retro-rock bandához csatlakozott, mint gitáros. Gene October, az együttes énekes-frontembere találta ki, hogy a rövidlátó Idol cserélje le a szemüvegét kontaktlencsére, és szőkítse ki a haját, amit vágasson az ötvenes évek végén divatos frizurára hasonlatosra, hogy passzoljon a zenekar imidzséhez. De csak pár hónapig volt a Chelsea-ben, mert ő és tagtársa, Tony James kiléptek és megalapították a Generation X-et, ahol Idol már nem gitáros, hanem énekes volt. A Generation X az első punkbandák között volt, amely megjelenhetett a BBC képernyőjén a Top of the Pops műsorában. Bár punk rockot játszottak, a 60-as évek brit popzenéje inspirálta őket, amivel élesen elütöttek a többi, hozzájuk hasonló zenekartól. A Generation X megjelentetett három nagylemezt és szerepeltek az 1980-as D.O.A. (Dead on Arrival) című filmben, majd feloszlottak.

### Szólókarrierjének kezdetei (1981–1985)
Idol 1981-ben New Yorkba költözött, ahol a Kiss egykori menedzserének, Bill Aucoinnak a segítségével kezdte meg szólókarrierjét. Idol "rosszfiús" imidzsét felismerve párosították azt a glam rock külsőségeivel és zenei stílusával, melyet új zenésztársa, a gitáros Steve Stevens hozott magával. Így együtt kezdtek el dolgozni Phil Feittel és Steve Missallal. Első megjelent kiadványa a Chrysalis Recordsnál a "Don't Stop" EP volt 1981-ben, rajta a Generation X egyik utolsó számával, a "Dancing With Myself"-fel, valamint egy feldolgozással, a "Mony Mony"-val. Egy évvel később, 1982 júliusában megjelent "Billy Idol" címre hallgató első nagylemeze is. A MTV ekkor kezdte meg az úgynevezett "második brit inváziót", Billy Idol pedig a "White Wedding" és a "Dancing With Myself" segítségével sokat tett azért, hogy az USA-ban jobbára ismeretlen brit előadók elfogadottak és ismertek legyenek.
Második nagylemeze, a "Rebel Yell" (1983) hatalmas siker lett, Idol pedig egycsapásra szupersztár, köszönhetően az album olyan számainak, mint az "Eyes Without A Face", "Flesh For Fantasy", vagy az album címadó dala. Az "Eyes Without A Face" a Billboard Hot 100-as listáján a negyedik helyig jutott, a brit kislemezlistán a "Rebel Yell" pedig a hatodikig. A sikernek köszönhetően a hírneve is terjedt, Németországban, Olaszországban, Svájcban és Új-Zélandon is rengeteg új rajongót szerzett.

### Whiplash Smile és Charmed Life (1986–1992)
1986-ban megjelentette harmadik albumát, "Whiplash Smile" címmel, amely szintén sikeres volt. Több sláger is hallható rajta, többek között a "To Be A Lover", a "Don't Need A Gun", vagy a "Sweet Sixteen". Ugyanebben az évben Steve Stevens közreműködött a Top Gun című film zenéjének megírásánál is, amely önmagában is nagy siker lett. Cserébe a másik filmzeneszerző Harold Faltermeyer közreműködött is a "Whiplash Smile"-on. Stevens sikerének megvolt az ára: a páros munkakapcsolata megromlott, és egészen a kilencvenes évek végéig nem is álltak újra össze. 1987 folyamán egy remixalbum is megjelent tőle, "Vital Idol" címmel. Ezen a legnagyobb slágerei voltak hallhatóak hosszabb remixváltozatokban, de rákerült a "Mony Mony" élő verziója is, amelyhez klip is készült és nagy siker lett.
Ekkoriban Idol és barátnője, Perri Lister New Yorkból Los Angelesbe költöztek, ahol 1988. június 15-én megszületett fiuk, Willem Wolfe. Ekkortájt egy filmet próbált meg összehozni, Nik Cohn "King Death" című könyvéből, sikertelenül. Ráadásul a barátnőjéhez sem maradt hűséges, a nála tizenhárom évvel fiatalabb Linda Mathisszel kezdett el randevúzgatni. A lány 19 évesen teherbe esett, és megtartotta a gyereket. A kislány, Bonnie Blue Broad, 1989. augusztus 21-én született. Idol hűtlensége miatt ő és Perri Lister szakítottak.
1989-ben Idol megjelent a The Who által készített "Tommy" élő verziójában, mint Kevin kuzin. Az előadást az HBO vetítette és rögzítette, később DVD-n is megjelent. A későbbiek folyamán is gyakran fellépett a The Who által szervezett fellépéseken, ahol a "Bell Boy" című számot énekelte végig.
Perrivel való szakítása után Bangkokba utazott, ám hamarosan kiutasították Thaiföldről, mert néhány hét alatt különféle szállodákban okozott hatalmas károkat, ugyanis tönkretette a szobákat. Háromhetes, kábítószerekkel és szexszel fűszerezett ámokfutását 250.000 dolláros kárral koronázta meg, a legutolsó alkalommal pedig nem akarta elhagyni az általa bérelt szobát felszólításra sem, ezért választás elé állították: vagy börtönbe megy, vagy elhagyja az országot.
1990. február 6-án Hollywoodban súlyos motorbalesetet szenvedett, amelyben majdnem elvesztette az egyik lábát. Hazafelé tartott a stúdióból a "Charmed Life" című új lemezén végzett munkálatok befejezését követően, és nem vett figyelembe egy stoptáblát. Azóta acélbeültetéssel él a lábában. Ez a baleset akadályozta meg abban, hogy James Cameron kiválassza őt a T-1000-es szerepére a Terminátor 2 – Az ítélet napja című filmben, emellett Oliver Stone is szerette volna felkérni "The Doors"-filmjének egyik főszerepére, de a sérülés miatt csak egy mellékszerepet játszhatott el. A balesettel kapcsolatos élményeit a "Bitter Taste" című dalban dolgozta fel.
1990-ben jelent meg következő albuma, a "Charmed Life", amelyről a "Cradle of Love" videóklipet is kapott, valamint ez a szám szerepelt a Ford Fairlane kalandjai című filmben is. Mivel balesete miatt nem tudott járni, a videó forgatása során deréktól felfelé filmezték. A klip népszerű lett, az MTV-n is sokat játszották, Billy Idol pedig harmadszor is jelölve lett Grammy-díjra. Az orvosok tanácsa ellenére még azzal is megpróbálkozott, hogy személyesen népszerűsítse új lemezét. Amikor egy kicsit jobban lett, részt vett Berlinben Roger Waters "A Fal"-koncertjén is. Ebben az időben szólógitáron a texasi bluesgitáros, Mark Younger-Smith kísérte, mely a hangzásban is megmutatkozott.

### A Cyberpunk, eltűnése, majd visszatérése (1993–2004)

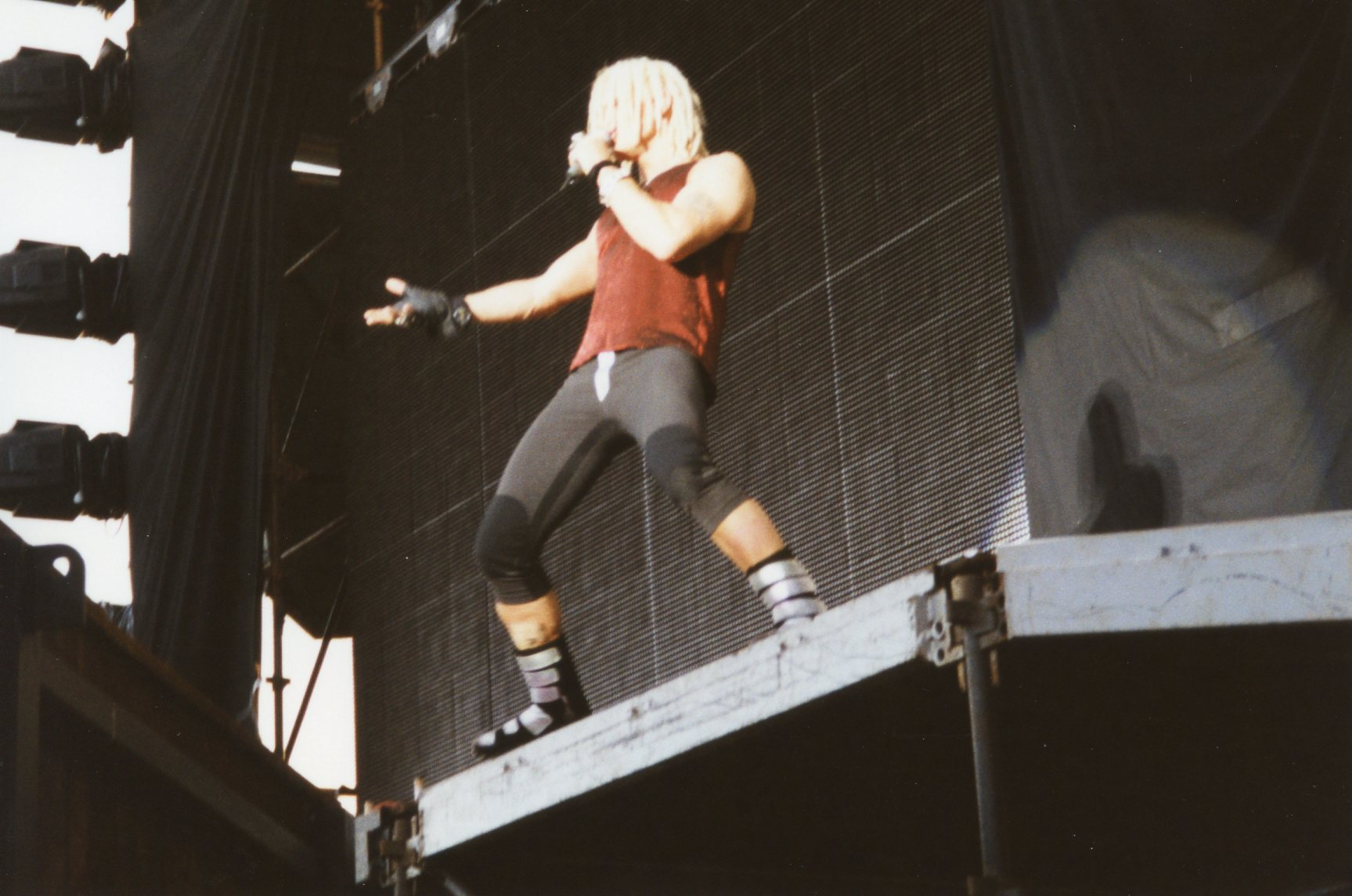
Idol 1993-ban a "raszta" imidzsével

1993-ban megjelentette "Cyberpunk" című albumát, amely kísérleti album volt abban a tekintetben, hogy a stúdióban egy Macintosh számítógép segítségével történt a felvétel, mely akkoriban újdonságnak számított. Idol a Studiovision és Pro-Tools programokat használta a készítés során, mely körülbelül tíz hónapig tartott. Készítésének közvetlen előzménye a súlyos baleset volt, amely sok tekintetben megváltoztatta a gondolkodásmódját – a beültetett fémrúd pedig az ember és a gépek közötti szimbiózis témáját ihlette meg benne. Az album futurisztikus imidzsét kiemelendő a limitált kiadáshoz egy floppylemezt is mellékeltek, speciális képernyőkímélővel. Ez volt továbbá az első nagylemez a világon, mely tartalmazta az előadó e-mail-címét, a rajongókkal való kapcsolattartás érdekében. A hamar slágerré vált "Shock To The System"-hez videóklipet is forgatott. A lemez mindazonáltal, a szokatlan hangzásnak köszönhetően, bukás volt.
Az album kiadása után Idol tele volt új ötletekkel. Egy fellépés erejéig újra összeállt a Generation X-szel, majd turnézni indult. Kissé meg is változtatta a külsejét, a haját például hosszabbra növesztette és raszta loknikban kezdte el hordani. Koncertjei során különleges videós háttérvetítést alkalmazott. Mindezt beárnyékolta 1994-ben egy sajnálatos eset, amikor egy legálisan hozzáférhető drog, a GHB hatása alatt összeesett az egyik Los Angeles-i klubban. Az eset ráébresztette, hogy ha meghalna, a gyerekeit nagyon megviselné a halála, ezért elhatározta, hogy jó apa lesz, és jó példát fog mutatni. Azt azonban sohasem jelentette ki, hogy teljesen leállt volna a drogokkal, csak azt, hogy a függőségét sikerült kordában tartania.
Ekkoriban különféle nézeteltérései támadtak a kiadójával is, amely egy új albumot szeretett volna látni, de Idol kreativitási és egyéb problémákra hivatkozva visszautasította ezt. Viszont pár alkalommal újra együtt játszott Steve Stevensszel, többek között a Féktelenül filmzenéje kapcsán, de ekkor még nem volt arról szó, hogy közösen folytatnák a jövőben.
Néhány év viszonylagos csendet követően 1998-ban bukkant fel újra, méghozzá a Nászok ásza című filmben, ahol önmagának fiatalabb énjét alakította. Majdnem megkapta a "Hegylakó 4" című film főgonoszának a szerepét is, de helyette végül Bruce Payne-t választották. 2000-ben Tony Iommi albumán vokálozott, az "Into The Night" című dalban pedig társszerzőként működött közre. Emellett a Heavy Metal 2000 című animációs filmben megkapta Odin szinkronszerepét. Zenei karrierjének újabb fordulópontja 2001-ben jött el, amikor a VH1 "Storytellers" című műsorában szerepelt, majd lépett fel egy különleges adásban – méghozzá régi partnerével, Steve Stevensszel. Ugyanebben az évben megjelentette "Greatest Hits" című válogatáslemezét, amelyen egy új dal is helyet kapott: a Simple Minds-feldolgozás "Don't You Forget About Me", amely 1985-ben eredetileg az ő számára íródott. Emellett a "Rebel Yell" akusztikus változatban felvett verziója is helyet kapott a korongon. Miután a válogatáslemez hatalmas siker lett, ez újabb lökést adott a karrierjének folytatásában.

### Devil's Playground (2005–2009)
Új nagylemezt hosszú idő (12 év) után csak 2005 márciusában jelentetett meg, ez volt a "Devil's Playground". A felvételek a régi zenésztársakkal, Steve Stevensszel és Keith Forsey-val zajlottak. Nagy reményeket fűzött az új albumhoz, melyet a korai évek stílusában rögzített. A felvétel különlegessége, hogy az egész zenekar egyetlen helyiségben tartózkodott, és nem külön-külön vették fel a saját sávjaikat. Rengeteg új dal készült, a zömüket koncerten játszották, de nem kerültek albumra. Egy dalhoz, a "Scream"-hez videóklip is készült. Az album meglehetősen sikeres lett, s ezzel újabb fesztiválturnéra indult. 2006-ban koncertezett, többek között 2006. július 13-án Budapesten, a Petőfi Csarnokban lépett fel. Szerepelt az MTV "Viva La Bam" című műsorában, ahol segített Bam Margerának napfénytetőt csinálni az autójára, majd April Margera születésnapján énekelt. Az év végén "Happy Holidays" címmel megjelentetett egy különleges karácsonyi albumot.

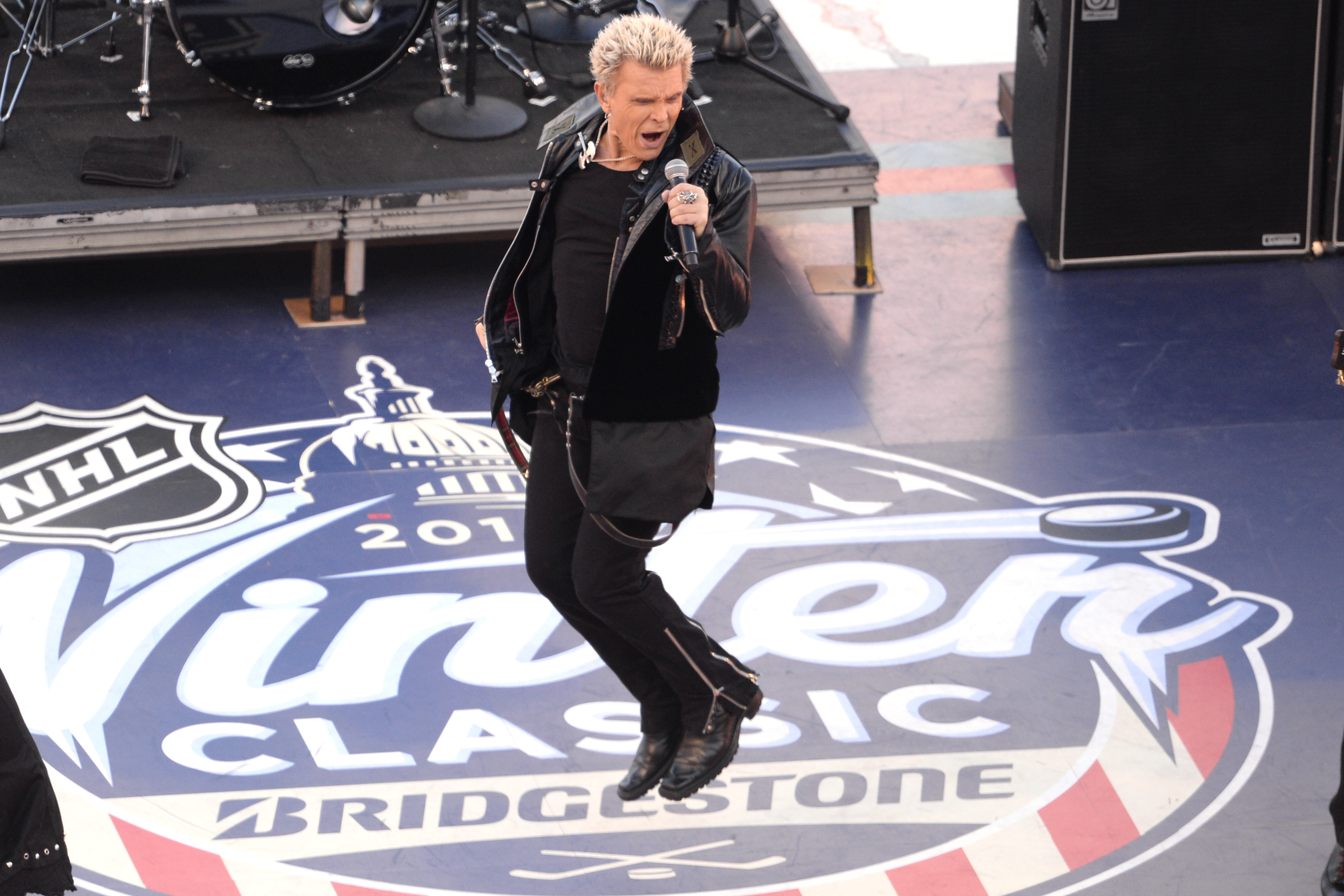
Egy 2015-ös fellépés során

Az elkövetkezendő években a régi számai ismét népszerűek lettek, olyan játékokban bukkantak fel, mint a Guitar Hero World Tour, vagy a Rock Band 2. 2008-ban újabb válogatásalbum, a "The Very Best Of Billy Idol: Idolize Yourself" jelent meg, két vadonatúj számmal ("John Wayne" és "New Future Weapon"), valamint egy iTunes-exkluzívval ("Fractured"). Ezután a Def Leppard kíséretében világkörüli turnéra indult. 2009-ben Chicagóban a "Soundstage" című tévéműsorban lépett fel, az ott adott koncertjét rögzítették, és "In Super Overdrive Live" címen 2009 decemberében kiadták.

### Kings & Queens of the Underground (2010–jelen)
Új anyaggal 2014 októberében jelentkezett, kilenc év után a "Kings & Queens of the Underground" volt az első nagylemeze, ezzel egy időben pedig kiadta "Dancing With Myself" címen saját önéletrajzi kötetét. 2018-ban Tony James, Steve Jones és Paul Cook közreműködésével "Generation Sex" néven egy különleges koncertet adtak Hollywoodban. Ebben az évben "Vital Idol Revitalized" címmel megjelent egy kiadvány, melyen az ő dalait remixelték különféle előadók.
2020-ban "Billy Never Idles" kampányával csatlakozott ahhoz a kezdeményezéshez, amely a légszennyezettség csökkentése érdekében az autók motorjának üresben járatását igyekezett minimalizálni. Ugyanebben az évben Miley Cyrus új albumán énekelt egy duettet a "Night Crawling" című számban. 2021-ben "The Roadside EP" címmel egy középlemezt adott ki, majd 2022-ben egy újabbat, "The Cage EP" címmel.
2023-ban csillagot kapott a hollywoodi Hírességek Sétányán, és turnéra indult a Generation Sex-szel, továbbá ő volt az első előadó, aki a Hoover-gáton lépett fel.
2025-ben jelent meg kilencedik nagylemeze, "Dream Into It" címmel, amelyen több vendégelőadó is közreműködik.

## Zenekara
Billy Idol kísérőzenekarában a következő zenészek játszanak:
- Steve Stevens – szólógitár (1981–1986, 2001–)
- Stephen McGrath – basszusgitár, háttérvokál (2001–)
- Paul Trudeau – billentyűk (2014–)
- Billy Morrison – ritmusgitár, háttérvokál (2010–)
- Erik Eldenius – dobok, ütőhangszerek (2012–)

### Korábbi tagok
- Gregg Gerson – dobok, ütőhangszerek (1981–1983)
- Steve Missal – dobok, ütőhangszerek (1981)
- Phil Feit – basszusgitár (1981–1983)
- Thommy Price – dobok, ütőhangszerek (1983–1988)
- Steve Webster – basszusgitár (1983–1985)
- Judi Dozier – billentyűk (1982–1985)
- Kenny Aaronson – basszusgitár (1986–1988)
- Phil Soussan – basszusgitár (1988–1990)
- Mark Younger-Smith – szólógitár (1990–1996)
- Mark Schulman – dobok, ütőhangszerek (1993–2001)
- Brian Tichy – dobok, ütőhangszerek (2001–2009)
- Tal Bergman – dobok, ütőhangszerek (1990–1993)
- Danny Sadownik – dobok, ütőhangszerek (1993)
- Zane Fix – basszusgitár (1980-as évek)
- Jennifer Blakeman – billentyűk (1993)
- Julie Greaux – billentyűk(1993)
- Derek Sherinian – billentyűk (2002–)

## Magánélete
Idol sosem nősült meg. Első komolyabb kapcsolata Perri Listerrel volt, aki énekesnő és a Hot Gossip nevű tánccsoport tagja is volt egyben. Számos videoklipjében látható a táncosok élén. Egy közös gyermekük született, Willem Wolfe Broad 1988-ban. Willem korábban volt DJ, majd az FIM nevű rockbanda tagja. Perri Listerrel 1989-ben ért véget a kapcsolata.
Másik gyermeke, az 1989-ben született Bonnie Blue Broad a Linda Mathisszel folytatott alkalmi kapcsolatából származik. Mindkét unokája, a 2020-ban született Poppy Rebel és a 2022-ben született Mary Jane is tőle született.
2018-ban hivatalosan is megkapta az amerikai állampolgárságot, a brit megtartása mellett.

## Diszkográfia

### Stúdióalbumok
- Billy Idol (1982)
- Rebel Yell (1983)
- Whiplash Smile (1986)
- Charmed Life (1990)
- Cyberpunk (1993)
- Devil's Playground (2005)
- Happy Holidays (2006)
- Kings & Queens of the Underground (2014)
- Dream Into It (2025)

### Koncertalbumok
- VH1 Storytellers (2002)
- BFI Live! (2016) (Kizárólag a 2016-os Lemezboltok Napja alkalmából készült 2000 példányban)

### Válogatások
- Vital Idol (1985, 1987)
- Idol Songs: 11 Of The Best (1988)
- Greatest Hits (2001)
- The Very Best of Billy Idol: Idolize Yourself (2008)
- Vital Idol: Revitalized (2018)

### Középlemezek
- Don't Stop EP (1981)
- The Roadside EP (2021)
- The Cage EP (2022)

### Kislemezek
| Év   | Dal                                                               | Nagy-Britannia | Egyesült Államok | Rock | Ausztrália | Finnország | Németország | Olaszország | Új-Zéland | Svájc | Svédország | Album                                         |
| ---- | ----------------------------------------------------------------- | -------------- | ---------------- | ---- | ---------- | ---------- | ----------- | ----------- | --------- | ----- | ---------- | --------------------------------------------- |
| 1981 | "Dancing with Myself"                                             | -              | 102              | -    | -          | -          | -           | -           | -         | -     | -          | Don't Stop                                    |
| 1981 | "Mony Mony"                                                       | -              | 107              | -    | -          | -          | -           | -           | -         | -     | -          | Don't Stop                                    |
| 1982 | "Hot in the City"                                                 | 58             | 23               | 31   | 18         | -          | -           | -           | 5         | -     | -          | Billy Idol                                    |
| 1982 | "White Wedding"                                                   | -              | 36               | 4    | 9          | -          | -           | -           | 5         | -     | -          | Billy Idol                                    |
| 1983 | "Dancing with Myself" [újrakiadás]                                | -              | -                | -    | 42         | -          | -           | -           | 9         | -     | -          | Don't Stop                                    |
| 1984 | "Rebel Yell"                                                      | 62             | 46               | 9    | 7          | -          | -           | -           | 3         | -     | -          | Rebel Yell                                    |
| 1984 | "Eyes Without a Face"                                             | 18             | 4                | 5    | 12         | -          | 10          | 14          | 4         | 21    | -          | Rebel Yell                                    |
| 1984 | "Flesh for Fantasy"                                               | 54             | 29               | 8    | 27         | -          | 11          | 30          | 5         | 20    | -          | Rebel Yell                                    |
| 1984 | "Catch My Fall"                                                   | -              | 50               | 24   | 61         | -          | 11          | -           | 42        | -     | -          | Rebel Yell                                    |
| 1985 | "White Wedding" [brit újrakiadás]                                 | 6              | -                | -    | -          | -          | -           | -           | -         | -     | -          | Vital Idol                                    |
| 1985 | "Rebel Yell" [brit újrakiadás]                                    | 6              | -                | -    | -          | -          | -           | -           | -         | -     | -          | Rebel Yell                                    |
| 1986 | "To Be a Lover"                                                   | 22             | 6                | 2    | 2          | 3          | 28          | 16          | 2         | 7     | 8          | Whiplash Smile                                |
| 1987 | "Don't Need A Gun"                                                | 26             | 37               | 10   | 22         | 8          | 36          | -           | 27        | 29    | -          | Whiplash Smile                                |
| 1987 | "Sweet Sixteen"                                                   | 17             | 20               | 26   | 9          | 16         | 2           | 30          | 3         | 12    | -          | Whiplash Smile                                |
| 1987 | "Soul Standing By" [Ausztrália]                                   | -              | -                | -    | 93         | -          | -           | -           | 20        | -     | -          | Whiplash Smile                                |
| 1987 | "Mony Mony" (Élő)                                                 | 7              | 1                | 27   | 8          | 4          | 38          | -           | 2         | 13    | -          | Idol Songs: 11 of the Best                    |
| 1988 | "Hot in the City" [újrakiadás]                                    | 13             | 48               | -    | 58         | 3          | -           | -           | 19        | 19    | -          | Idol Songs: 11 of the Best                    |
| 1988 | "Catch My Fall" [brit újrakiadás]                                 | 63             | -                | -    | -          | -          | -           | -           | -         | -     | -          | Idol Songs: 11 of the Best                    |
| 1990 | "Cradle of Love"                                                  | 34             | 2                | 1    | 10         | 8          | 38          | 8           | 16        | 11    | -          | Charmed Life                                  |
| 1990 | "L.A. Woman"                                                      | 70             | 52               | 18   | 34         | -          | -           | 28          | 25        | -     | -          | Charmed Life                                  |
| 1990 | "Prodigal Blues"                                                  | 47             | -                | 35   | -          | -          | -           | 31          | -         | -     | -          | Charmed Life                                  |
| 1993 | "Heroin"                                                          | -              | -                | -    | -          | -          | -           | -           | -         | -     | -          | Cyberpunk                                     |
| 1993 | "Shock to the System"                                             | 30             | 105              | 7    | 28         | -          | -           | 17          | 5         | 37    | 25         | Cyberpunk                                     |
| 1993 | "Adam in Chains"                                                  | -              | -                | -    | -          | -          | -           | -           | -         | -     | -          | Cyberpunk                                     |
| 1994 | "Speed"                                                           | 47             | -                | 38   | 33         | 12         | -           | -           | 40        | -     | 39         | Féktelenül (filmzene)                         |
| 2001 | "Don't You (Forget About Me)"                                     | -              | -                | -    | -          | -          | -           | -           | -         | -     | -          | Greatest Hits                                 |
| 2005 | "Scream"                                                          | -              | -                | 26   | -          | -          | 54          | -           | -         | -     | -          | Devil's Playground                            |
| 2008 | "John Wayne"                                                      | -              | -                | -    | -          | -          | -           | -           | -         | -     | -          | The Very Best of Billy Idol: Idolize Yourself |
| 2014 | "Can't Break Me Down"                                             | -              | -                | -    | -          | -          | -           | -           | -         | -     | -          | Kings & Queens of the Underground             |
| 2021 | "Bitter Taste"                                                    |                |                  |      |            |            |             |             |           |       |            | The Roadside EP                               |
| 2022 | "Cage"                                                            |                |                  |      |            |            |             |             |           |       |            | The Cage EP                                   |
| 2023 | "Mony Mony" (Live from The Roxy, West Hollywood, August 12, 1982) |                |                  |      |            |            |             |             |           |       |            | Billy Idol (újrakiadás)                       |
| 2024 | "Love Don't Live Here Anymore"                                    |                |                  |      |            |            |             |             |           |       |            | Rebel Yell (Expanded Edition)                 |
| 2024 | "Best Way Out of Here"                                            |                |                  |      |            |            |             |             |           |       |            | Rebel Yell (Expanded Edition)                 |
| 2025 | "Still Dancing"                                                   |                |                  |      |            |            |             |             |           |       |            | Dream Into It                                 |
| 2025 | "77" (km. Avril Lavigne)                                          |                |                  |      |            |            |             |             |           |       |            | Dream Into It                                 |

### Egyebek
- Lovechild (1990)
- Buried Alive (2000)
- Into The Night (2000)
- In The Summertime (2006)
- Tomorrow Never Knows (2006)
- For What's Worth (2006)
- Running With the Boss Sound (2011)
- Night Crawling (Miley Cyrus-szal közösen) (2020)

## Fordítás
- Ez a szócikk részben vagy egészben  a   Billy Idol című angol Wikipédia-szócikk ezen változatának fordításán alapul.  Az eredeti cikk szerkesztőit annak laptörténete sorolja fel. Ez a jelzés csupán a megfogalmazás eredetét és a szerzői jogokat jelzi, nem szolgál a cikkben szereplő információk forrásmegjelöléseként.